# Синів
Си́нів — село в Україні, у Гощанській селищній громаді Рівненського району Рівненської області. Населення становить 982 осіб.

## Історія
У селі є Церква Іоанна Богослова 1595 року.
У 1906 році село Тучинської волості Рівненського повіту Волинської губернії. Відстань від повітового міста 40 верст, від волості 15. Дворів 99, мешканців 789.
У фонді Р-740 «Відділ державної реєстрації актів цивільного стану Головного територіального управління юстиції у Рівненській області», опис 6, справи №№ 102-131 на сайті Державного архіву Рівненської області у розділі «E-архів» розмістили метричні книги села за 1922-1927 рр.
12 червня 2020 року, відповідно до розпорядження Кабінету Міністрів України № 722-р від «Про визначення адміністративних центрів та затвердження територій територіальних громад Рівненської області», увійшло до складу Гощанської селищної громади.
19 липня 2020 року, в результаті адміністративно-територіальної реформи та ліквідації Гощанського району, село увійшло до складу новоутвореного Рівненського району.

## Населення

### Мова
Розподіл населення за рідною мовою за даними перепису 2001 року:
| Мова       | Кількість | Відсоток |
| ---------- | --------- | -------- |
| українська | 972       | 98.98%   |
| російська  | 10        | 1.02%    |
| Усього     | 982       | 100%     |

## Посилання

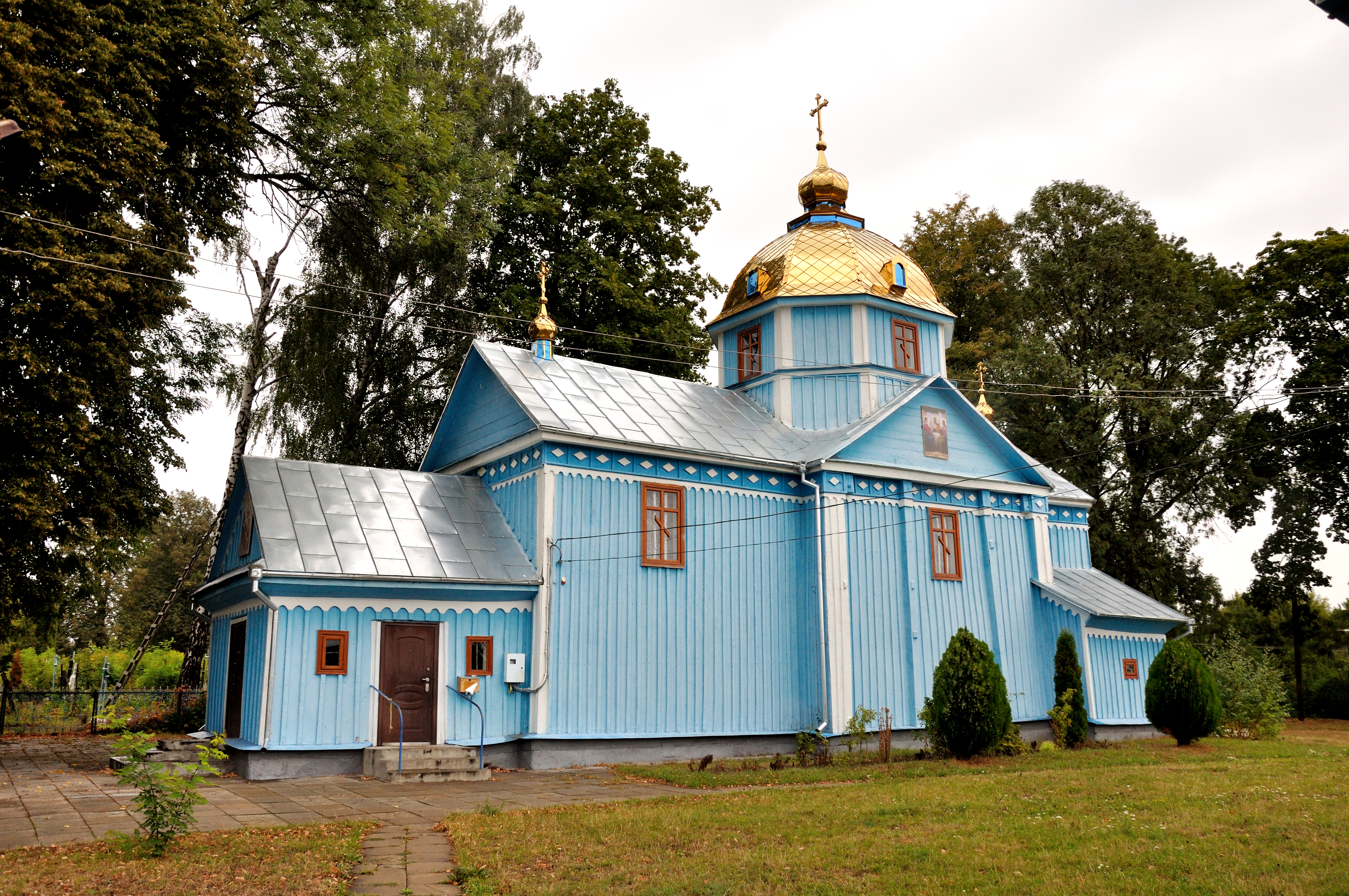
Іванівська церква (дер.), с. Синів,.jpg

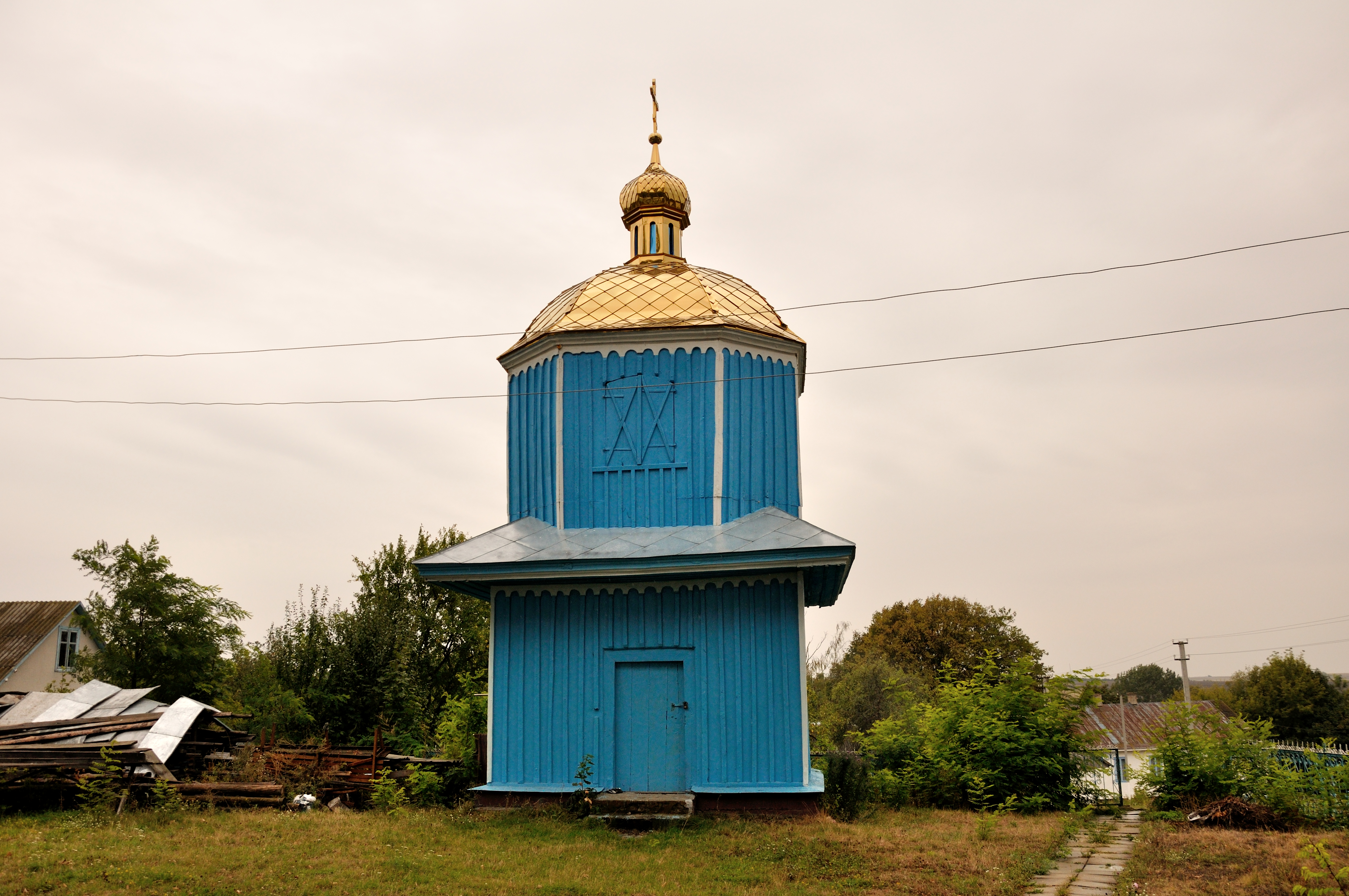
Дзвіниця Іванівської церкви (дер.), с. Синів,1.jpg

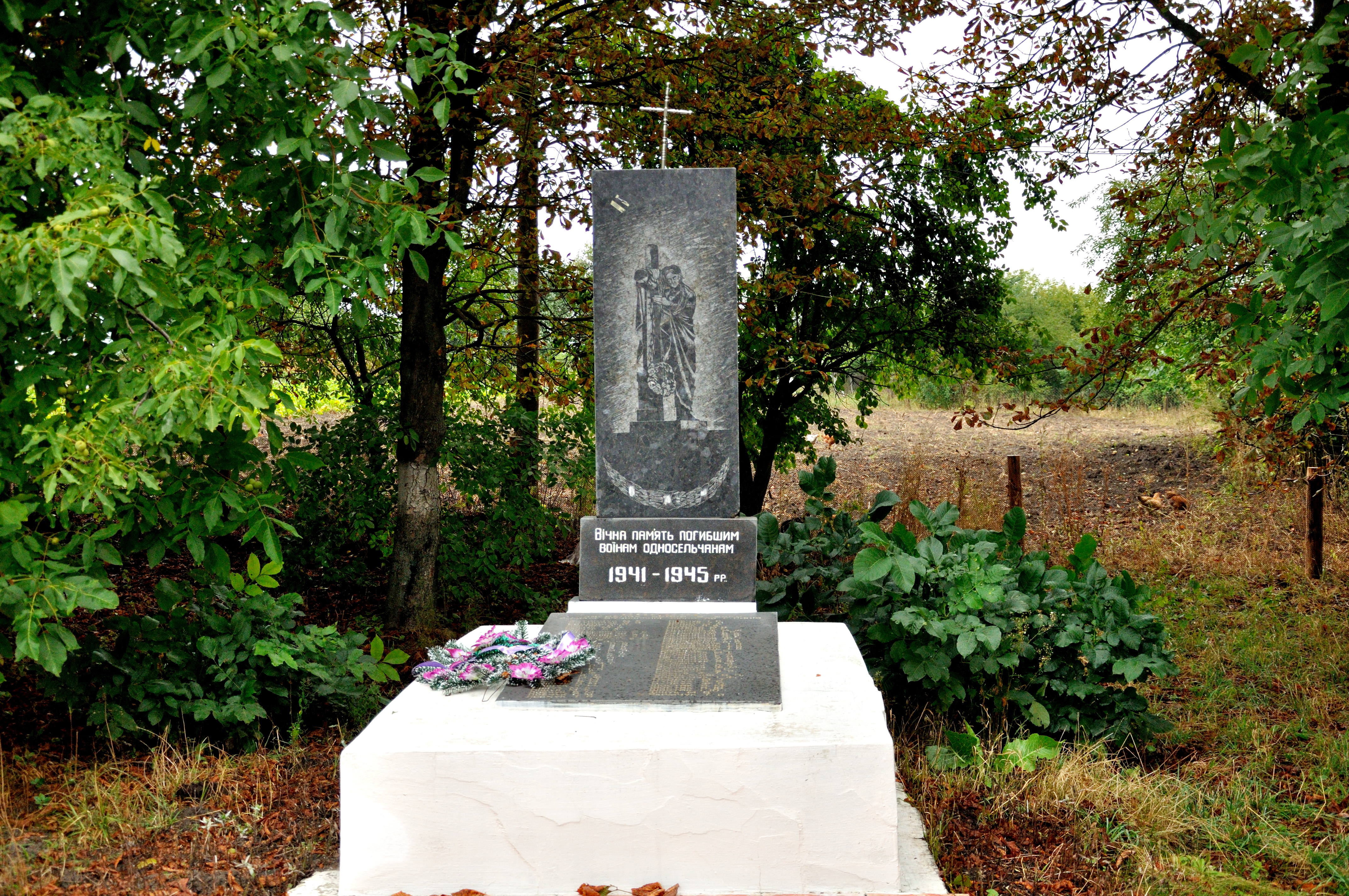
Пам'ятник воїнам-односельчанам, с. Синів,1.jpg